# Francesco Martelli
Francesco Martelli (Firenze, 19 gennaio 1633 – Roma, 28 settembre 1717) è stato un cardinale e patriarca cattolico italiano.

## Biografia
Nato in una famiglia patrizia fiorentina, i Martelli, si laureò all'Università di Pisa in diritto sia civile che canonico. Iniziata la carriera ecclesiastica divenne canonico della Cattedrale di Firenze. Divenne suddiacono il 25 agosto 1675, diacono il 1º settembre 1675 e presbitero il'8 settembre 1675. Fu relatore presso Clemente IX, referente del tribunale della Segnatura apostolica di Grazia e Giustizia, governatore di Faenza e di Spoleto.
Il 9 settembre 1675 venne nominato arcivescovo titolare di Corinto, assistente al trono pontificio dal 20 settembre dello stesso anno e contemporaneamente nunzio apostolico in Polonia.
Sotto Innocenzo XI fu segretario della Congregazione dell'Immunità ecclesiastica e della Sacra consulta (dal 27 luglio 1691). Venne promosso patriarca titolare di Gerusalemme il 21 luglio 1698. Venne poi nominato cardinale presbitero nel concistoro del 17 maggio 1706, con il titolo di Sant'Eusebio. Si ritirò alcuni anni dopo per la gotta che lo affliggeva.
Morì nel suo palazzo romano vicino a Sant'Agostino e lì venne sepolto, prima di essere traslato dalla famiglia nella cappella familiare a Firenze, nella chiesa di San Gaetano.

## Genealogia episcopale
La genealogia episcopale è:
- Cardinale Tolomeo Gallio
- Vescovo Cesare Speciano
- Patriarca Andrés Pacheco
- Cardinale Agostino Spinola
- Cardinale Giulio Cesare Sacchetti
- Cardinale Ciriaco Rocci
- Cardinale Carlo Carafa della Spina, C.R.
- Cardinale Francesco Nerli
- Cardinale Francesco Martelli